# Piet Schalkwijk
Johan Pieter Marius (Piet) Schalkwijk (1 november 1936 - 30 januari 2020) was een Nederlands emeritus hoogleraar Informatietheorie.

## Loopbaan
Schalkwijk studeerde elektrotechniek aan de Technische Universiteit Delft, waar hij in 1959 met lof zijn ingenieursdiploma behaalde onder prof. ir. M.P. Breedveld. Hij werkte vervolgens twee jaar als reserveofficier bij Hollandse Signaalapparaten in Hengelo en twee jaar bij RVO-TNO aan radioverbindingen voor de marine. Hij vertrok voor verdere studie naar Amerika en promoveerde in 1965 aan de Universiteit van Stanford bij Thomas Kailath op het proefschrift ‘’Coding schemes for additive noise channels with feedback’’. Van 1965 tot 1968 werkte hij bij de researchafdeling van Sylvania, en van 1968 tot 1972 was hij als assistent hoogleraar verbonden aan de Universiteit van Californie - San Diego, (UCSD). 
Van 1972 tot zijn pensionering in 1998 was hij hoogleraar Informatietheorie aan de faculteit elektrotechniek van de Technische Universiteit Eindhoven.  De titel van zijn intreerede was ‘De Shannon theorie’. Belangrijke onderwerpen van zijn studies waren feedback kanaal, convolutie-code, two-way kanaal en broncodering.
Schalkwijk is benoemd tot Fellow van de IEEE in 1983 en erelid van het Nederlands Elektronica en Radio Genootschap (NERG). Zijn groep heeft meerdere hoogleraren en IEEE Fellows geproduceerd, waaronder Frans Willems en zijn promovendi Han Vinck en Kees Schouhamer Immink. 